# Воскресенский сельсовет (Воскресенский район)
Воскресенский сельсовет — упразднённая административно-территориальная единица, существовавшая на территории Московской губернии и Московской области до 1954 года.
Воскресенский сельсовет был образован в первые годы советской власти. По данным 1918 года он входил в состав Колыберовской волости Коломенского уезда Московской губернии.
По данным 1926 года в состав сельсовета входили село Воскресенское, 2 железнодорожных будки и 1 казарма.
В 1929 году Воскресенский с/с был отнесён к Воскресенскому району Коломенского округа Московской области.
17 июля 1939 года к Воскресенскому с/с были присоединены селения Вострянское и Шильково упразднённого Шильковского с/с.
14 июня 1954 года Воскресенский с/с был упразднён, а его территория передана в Лопатинский с/с.